# Mururoa
Mururoa, también llamado Moruroa, es un atolón de las Tuamotu, en la Polinesia Francesa. Administrativamente depende de la comuna de Tureia, pero fue cedido por la Asamblea Territorial al Centro de Experimentación del Pacífico, junto con el atolón Fangataufa, para hacer pruebas nucleares. Es una zona militar con acceso prohibido sin autorización. Está situado al sur del archipiélago, a 1250 km al sureste de Tahití.

## Geografía
El atolón tiene una forma ovalada de 28 km de largo y 11 km de ancho. Tiene un paso a la laguna interior al noroeste, de 10,2 metros de profundidad y 100 metros de ancho. La laguna tiene una profundidad media de 37 metros. Dispone de varios edificios y construcciones militares, además de dos aeropuertos y tres puertos marítimos. Actualmente solo está habitado por una unidad militar de vigilancia.

## Historia
El nombre Moruroa, en la lengua de Mangareva, quiere decir «isla del gran secreto». Normalmente se escribe Mururoa, pero no existe una grafía oficial al no tener una organización administrativa. El atolón fue descubierto en 1767 por el inglés Philip Carteret, que la llamó Osnaburg. En 1792 naufragó el ballenero Matilda y los supervivientes consiguieron llegar hasta Tahití con las barcas de salvamento. A raíz de ese naufragio el atolón también se conoció como Matilda's Rock.

## Pruebas nucleares
De 1966 a 1974 se realizaron cuarenta y una pruebas nucleares atmosféricas y, hasta 1995, ciento treinta y siete pruebas subterráneas. La última campaña de ensayos, antes de la firma del tratado de prohibición total de ensayos nucleares, provocó una serie de protestas internacionales y de boicots, sobre todo de países del Pacífico y de organizaciones internacionales, como Greenpeace. Los ensayos fueron abandonados definitivamente en 1996 y sustituidos por simulaciones en laboratorio. En la actualidad, el ejército francés tiene un dispositivo de vigilancia de la evolución geológica y radiológica del atolón.

## Galería

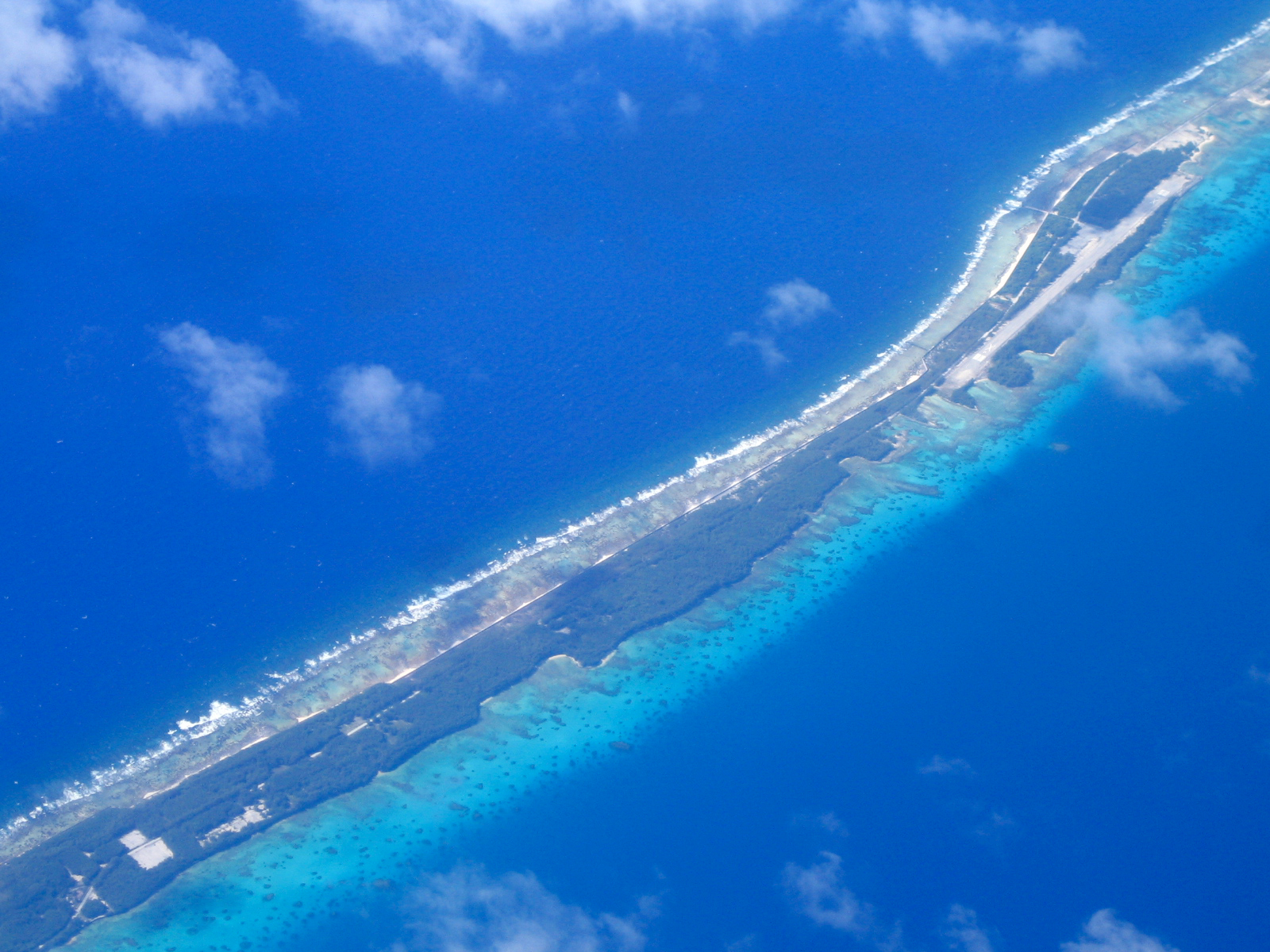
Vista del atolón en diciembre de 2005.
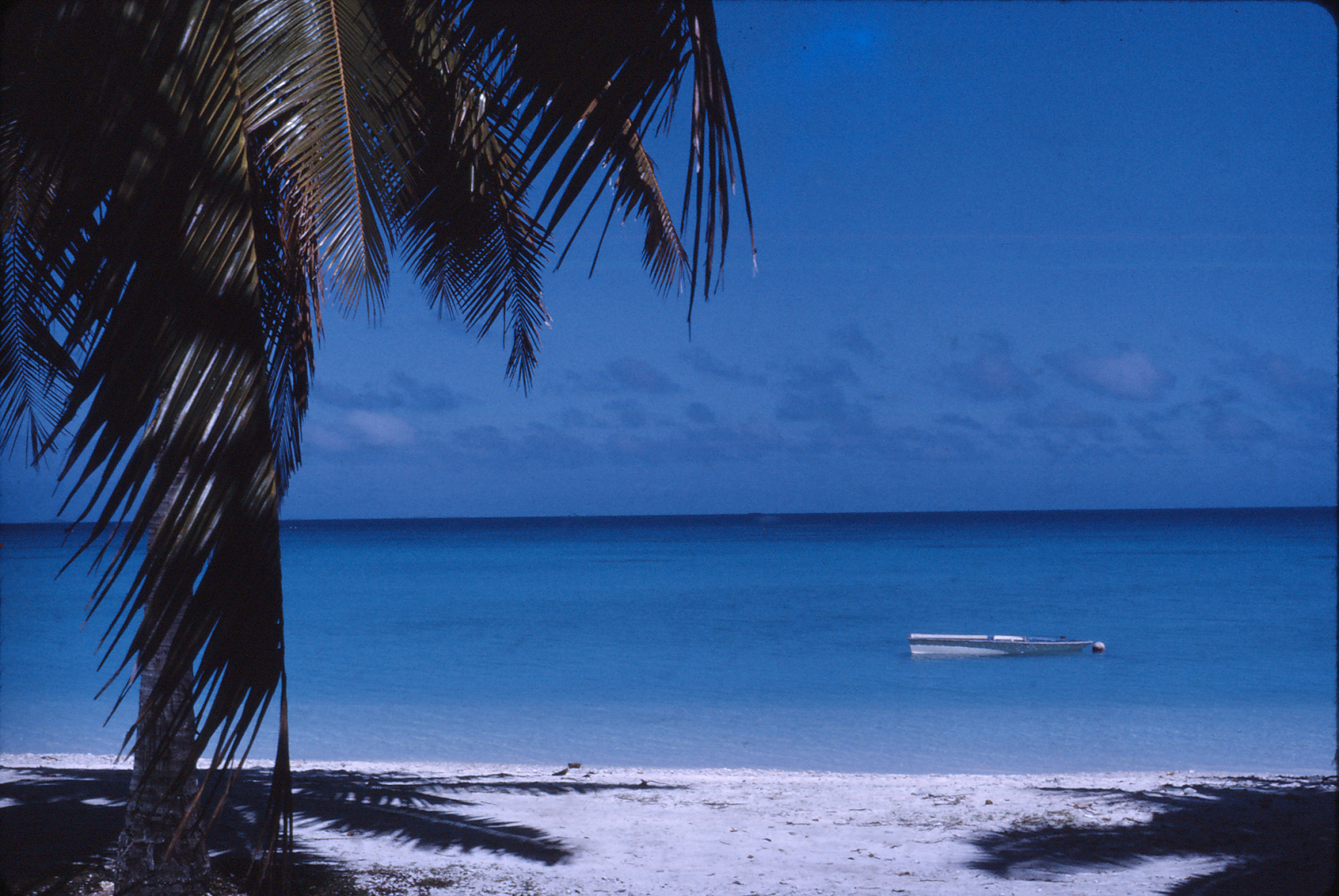
Laguna de Muroroa en 1972.